# Wanczykiwci
Wanczykiwci (ukr. Ванчиківці) – wieś na Ukrainie, w obwodzie czerniowieckim, w rejonie czerniowieckim. Miejscowość etnicznie mołdawska.
W 2001 liczyła 2656 mieszkańców, spośród których 126 posługiwało się językiem ukraińskim, 17 rosyjskim, 2355 mołdawskim, 155 rumuńskim, 1 białoruskim, a 2 innym.
Znajduje tu się przystanek kolejowy Wanczykiwci, położony na linii Czerniowce – Ocnița.